# Янгельская культура
Янгельская культура — археологическая культура мезолита на Южном Урале. Существовала в IX—VII тысячелетиях до н. э. Название получила по Янгельской стоянке, открытой в 1963 году Геральдом Матюшиным на берегу озера Чебаркуль (на территории Башкирии), в которое впадает река Янгелька.

## История
Янгельская культура сформировалась на основе местных племён эпохи палеолита. Население занималось охотой, 
рыболовством. Часть населения, вероятно, мигрировала в Южное Зауралье из Южного Прикаспия по восточному берегу Каспийского моря.
Общий облик кремнёвой индустрии — микролитический. Характерным признаком является использование изделий из яшмы и яшмовидного кремня (геометрические микролиты, ножевидные пластины, нуклеусы, острия, проколки, резцы, скребки).
Поселения янгельской культуры представлены стоянками, расположенными на высоких (до 20 м) надпойменных террасах. На территории Башкирии локализуется в Южном Зауралье (Банное, Долгий Ельник, Карабалыкты, Мыс Безымянный, Суртандинские стоянки, Ташбулатово II, Янгельская стоянка). Жилища янгельской культуры представляли собой наземные сооружения столбовой конструкции круглой формы с очагами.
Янгельская стоянка расположена на скале высотой 20 м в 1 км к востоку от деревни Селивановский Абзелиловского района. На стоянке обнаружены остатки большого длинного дома с очагами и глубокой ямой-хранилищем. Длина овального жилища с двумя выходами составляла 16 м, ширина — 6—7 м. По краям жилища лежали крупные камни. В остатках жилища было найдено более 7 тыс. каменных изделий: острые ножевидные пластинки, нуклеусы, отщепы, свёрла, резцы, скребки, скобели и другие орудия из разноцветной яшмы. Здесь же впервые были найдены геометрические микролиты южно-каспийского типа — трапециевидные острые низкие треугольники, ромбы, которые использовались как наконечники стрел, вкладышами в лезвие кинжала, в качестве рыболовного крючка, зуба гарпуна или остроги. Также был найден жатвенный нож с микролитами. 
По мнению В. С. Мосина, наличие схожих элементов в памятниках Зауралья, Притоболья и янгельской культуры позволяет объединить их в зауральскую мезолитическую общность.
Изучение мезолита, неолита и энеолита в районах Башкирского Зауралья проводилось у озер Башкортостана Карабалыкты, Сабакты, Банное, Суртанды и озера Узун-Куль (Челябинская область), расположившихся цепью вдоль южной части восточного склона Уральских гор. Работы проводились C 1961 году  Южно-Уральской экспедицией ИА АН СССР под руководством Г. Н. Матюшина. Часть археологических памятников исследовалось у высокогорного озера Зюраткуль. 
К 1976 году было исследовано 12 стоянок, где были найдены тысячи каменных изделий. Это позволило для территории Южного Зауралья выделить мезолитическую янгельскую культуру, яркой характерной чертой которой являлось наличие геометрических микролитов - асимметричных трапеций и треугольников.